# Villemandeur
Villemandeur é uma comuna francesa na região administrativa do Centro, no departamento Loiret. Estende-se por uma área de 11,45 km². Em 2010 a comuna tinha 7 133 habitantes (densidade: 623 hab./km²).